# 萨蒂利孔
萨蒂利孔是古罗马作家盖厄斯·佩特罗尼乌斯·阿尔比特于公元1世纪晚期创作的虚构作品，属曼尼匹亞式諷刺，其中既包含严肃成分，也有喜剧成分。古典学家将该作品和阿普列尤斯的《金驴记》成为罗马小说，但该形式与现代長篇小說体裁有一定区别。